# Смолёвка скальная
Смолёвка скальная (лат. Silene rupestris) — многолетнее травянистое растение, вид рода Смолёвка (Silene) семейства Гвоздичные (Caryophyllaceae).

## Ботаническое описание

### Морфология
Растение высотой 7—15 мм, с ветвистым от основания (реже простым) стеблем. Все части растения голые.
Листья ланцетные или яйцевидно-ланцетные, острые, длиной 1—2 см, шириной 2—6 мм.
Цветёт в июле— августе. Соцветие рыхлое, почти щитковидное, на верхушке стебля. Чашечка цветка колокольчатая, с яйцевидными тупыми зубцами, длина её 4—5 мм, ширина 2—2,5 мм. Лепестки белые или розовые, глубоковыемчатые на верхушке, с ланцетовидным привенчиком у основания отгиба.
Плод — яйцевидная коробочка длиной около 4 мм.

### Экология и распространение
Петрофит. Растёт на скалах с маломощным почвенным покровом, реже в сосновых борах на песчаной почве. Размножается семенами.
Основная часть ареала смолёвки скальной в горах Скандинавии, средней и южной Европы. В России произрастает на восточной границе ареала: в Ленинградской области на Карельском перешейке, на западе Мурманской области и в Республике Карелии.
Численность вида неуклонно сокращается из-за изменения местообитаний в результате хозяйственной деятельности человека. Смолёвка скальная внесена в Красную книгу России, Красные книги Ленинградской, Мурманской областей и Республики Карелии.